# Südtiroler Platz-Hauptbahnhof (métro de Vienne)
Südtiroler Platz-Hauptbahnhof (en allemand : U-Bahn-Station Neulaa) est une station de la ligne U1 du métro de Vienne. Elle est située sur le territoire de Wieden IVe arrondissement, en limite de Favoriten, le 10e arrondissement, à Vienne en Autriche.
Elle a été mise en service en 1978. Elle est en correspondance avec la gare de Südtiroler Platz-Hauptbahnhof, desservie par les lignes de la S-Bahn de Vienne.

## Situation sur le réseau

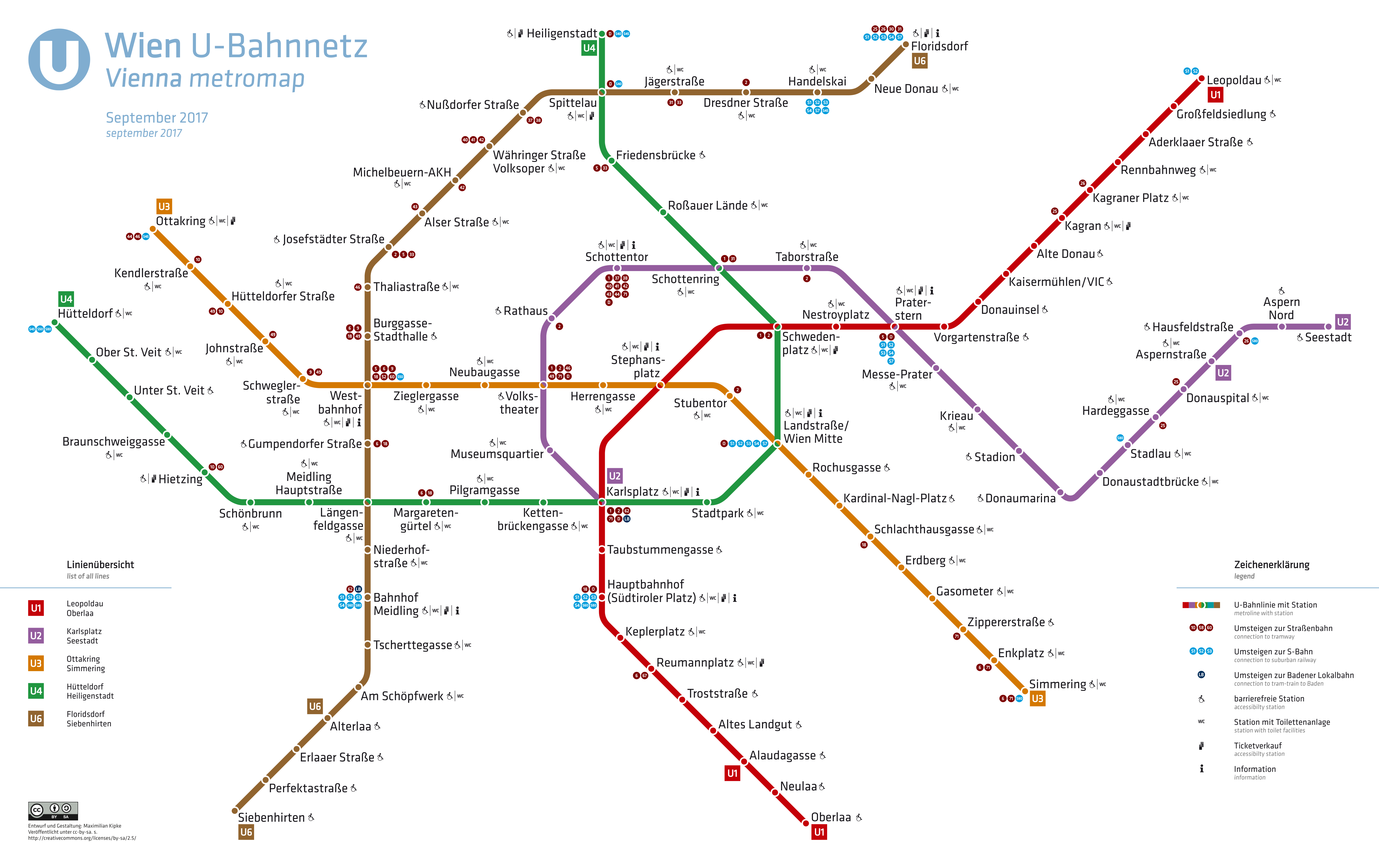
Plan du métro (2017).

Établie en souterrain, Südtiroler Platz-Hauptbahnhof est une station de passage de la ligne U1 du métro de Vienne. Elle est située entre la station Keplerplatz, en direction du terminus sud Oberlaa, et la station Taubstummengasse, en direction du terminus nord Leopoldau.
Elle dispose d'un quai central encadré par les deux voies de la ligne.

## Histoire
La station Südtiroler Platz-Hauptbahnhof est mise en service le 25 février 1978, lors de l'ouverture à l'exploitation de la première section de la ligne, entre Reumannplatz et Karlsplatz.

## Services aux voyageurs

### Accès et accueil

Installations
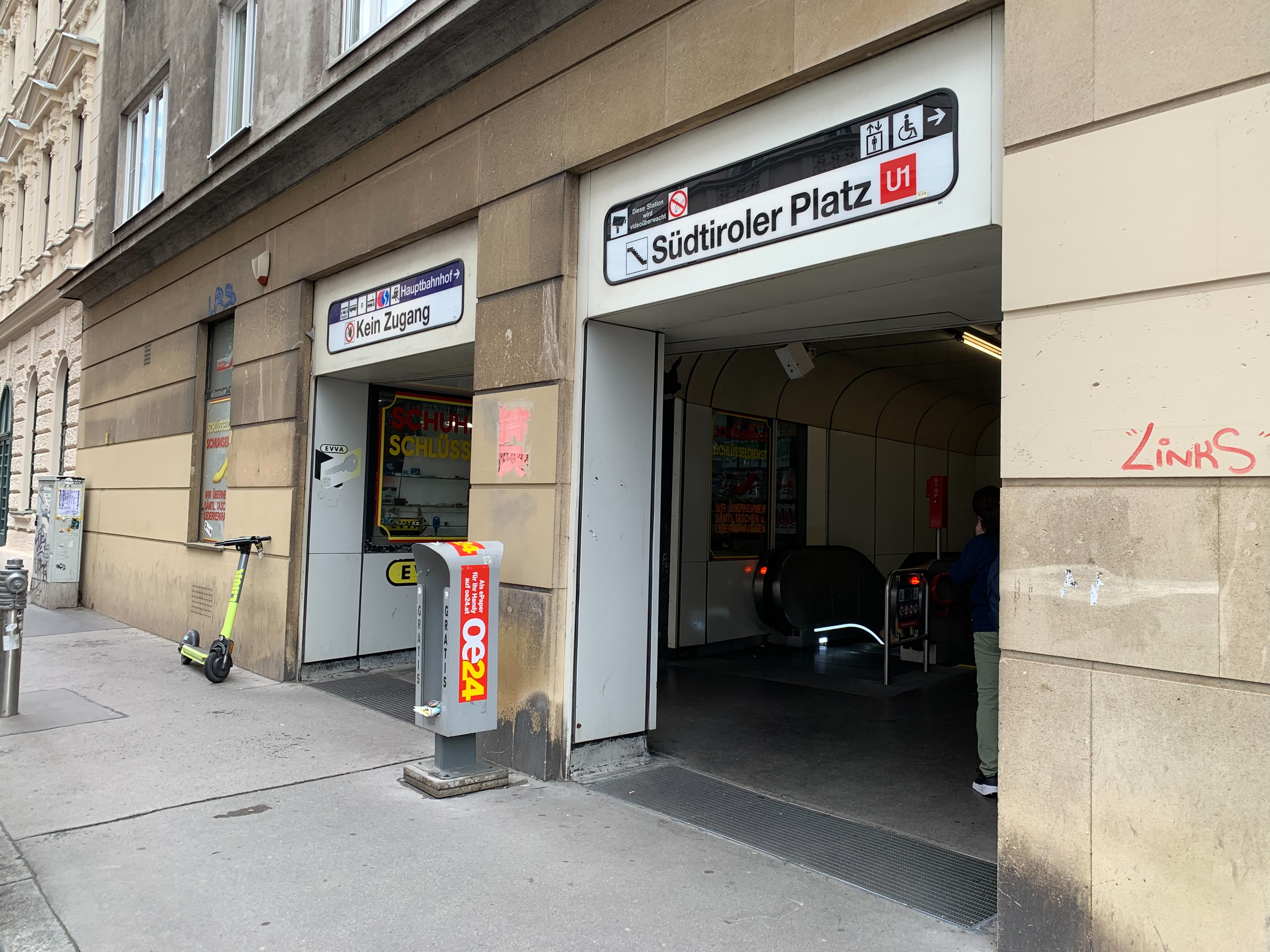
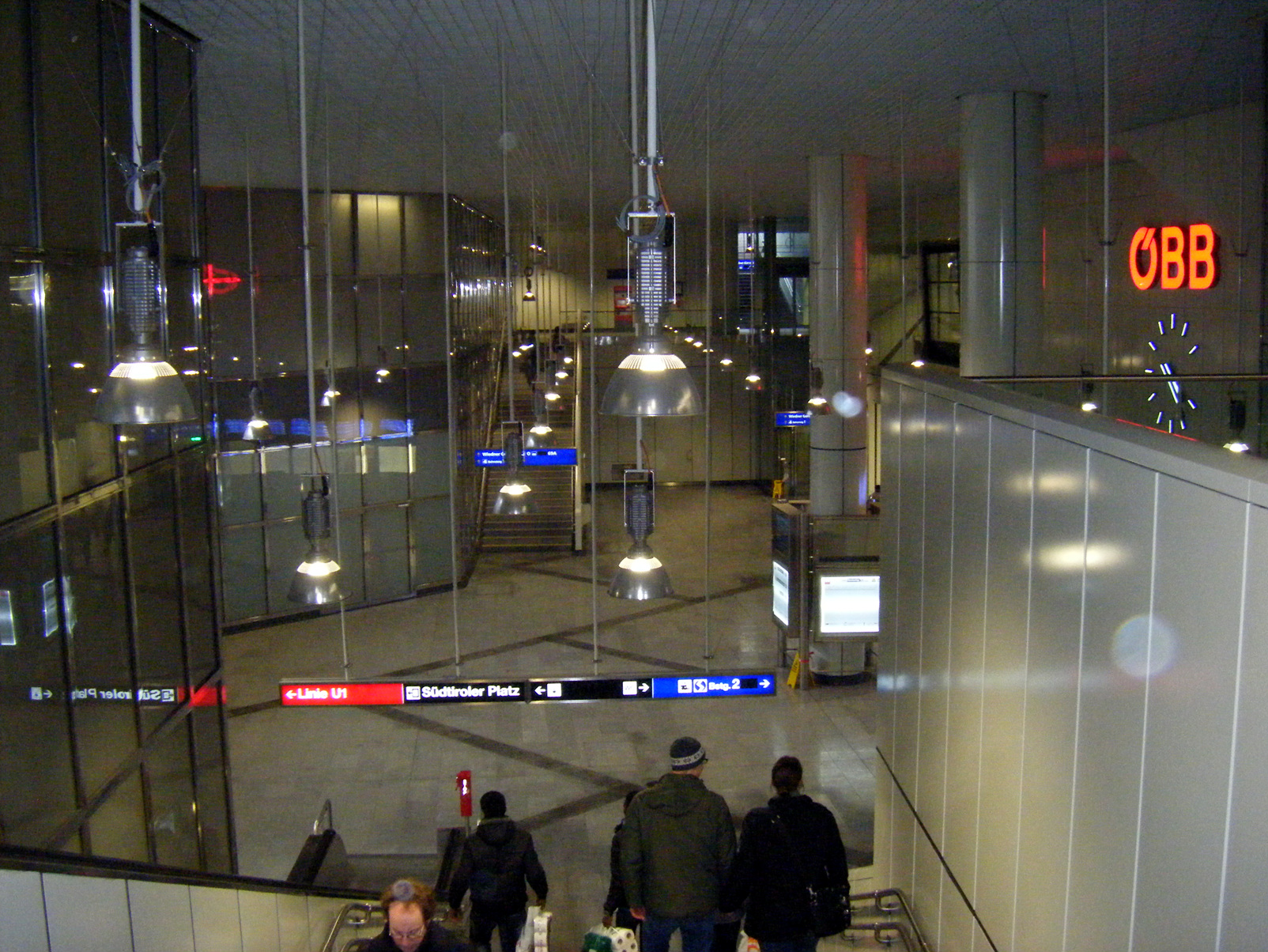
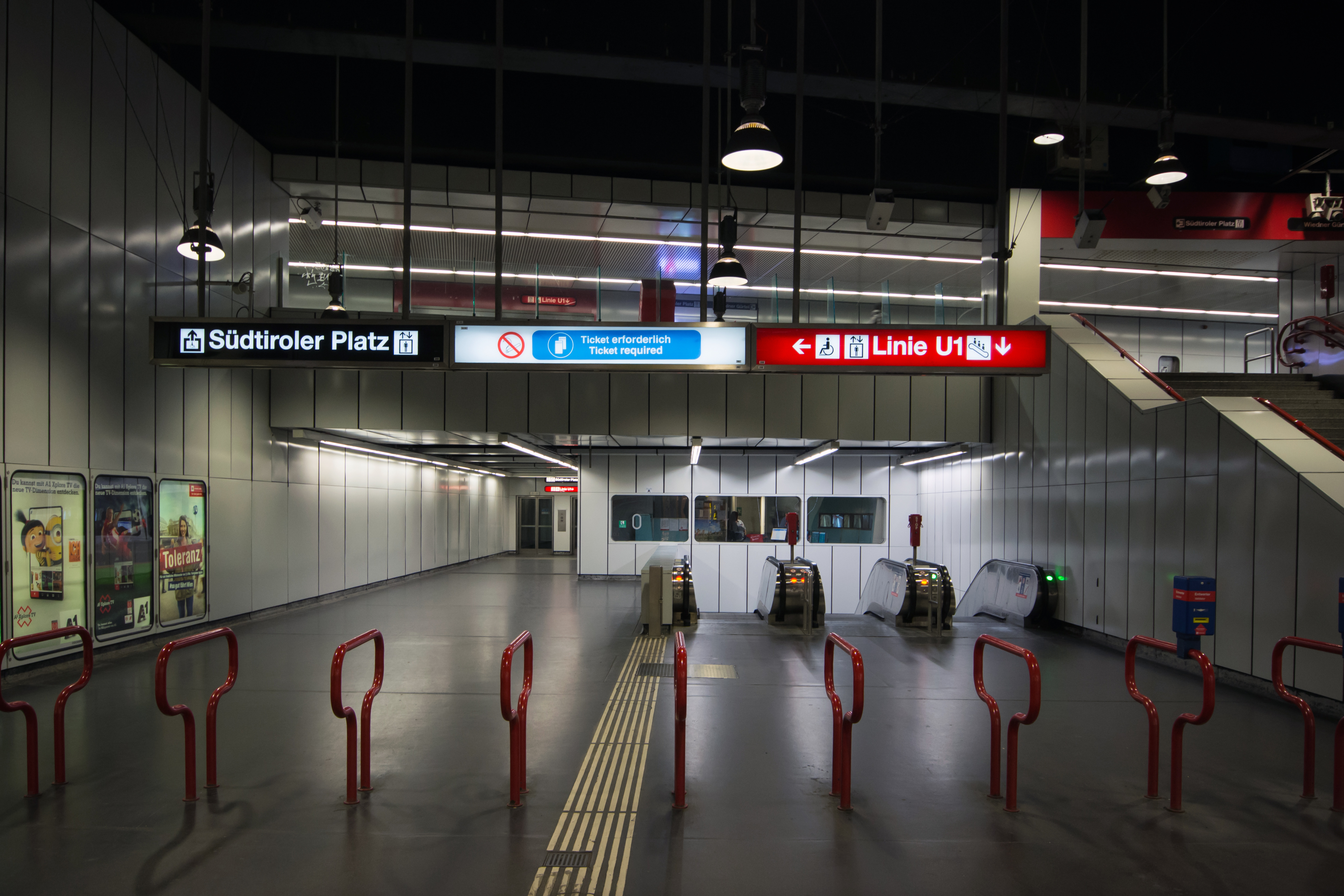

### Desserte

Installations
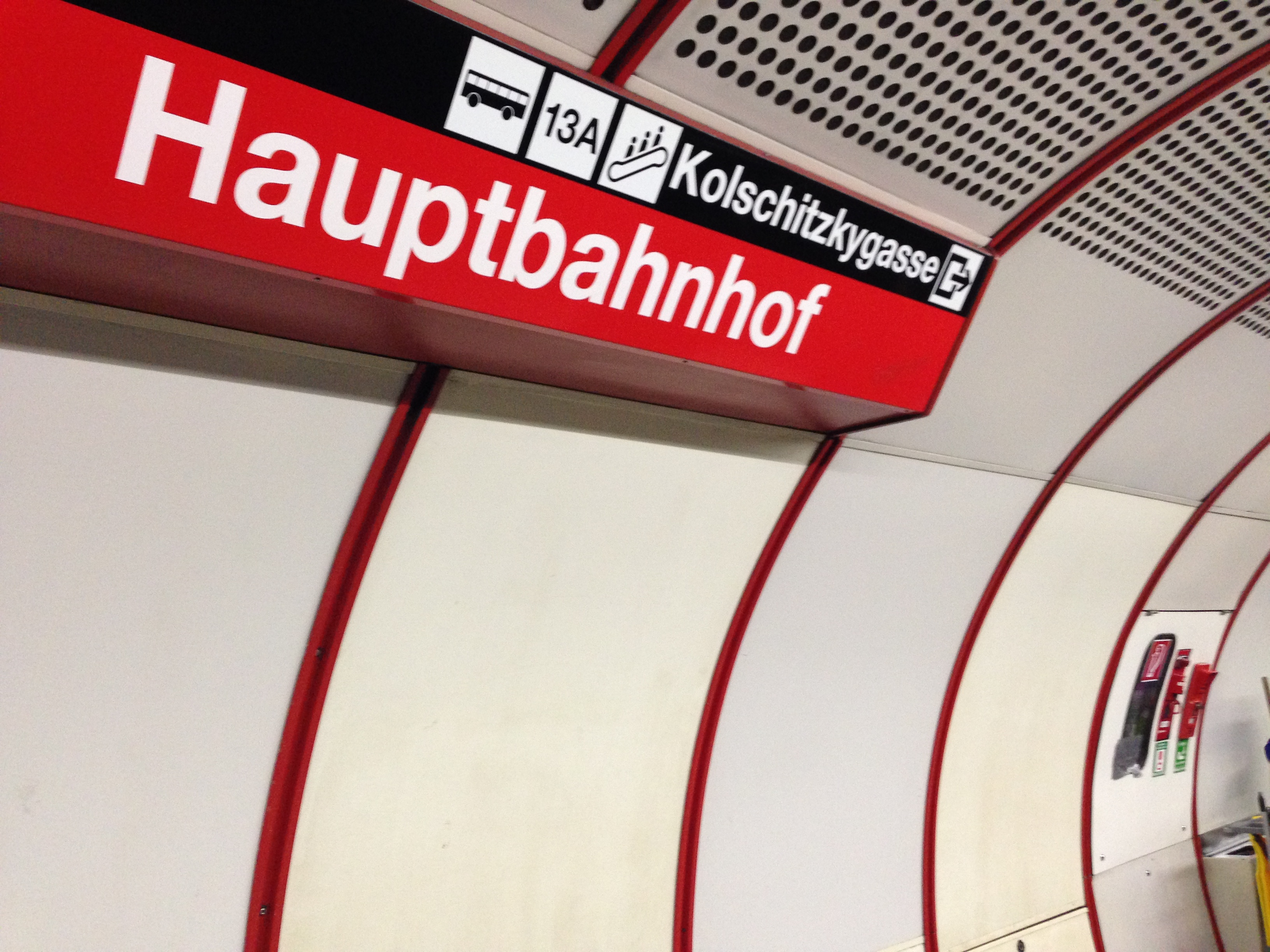
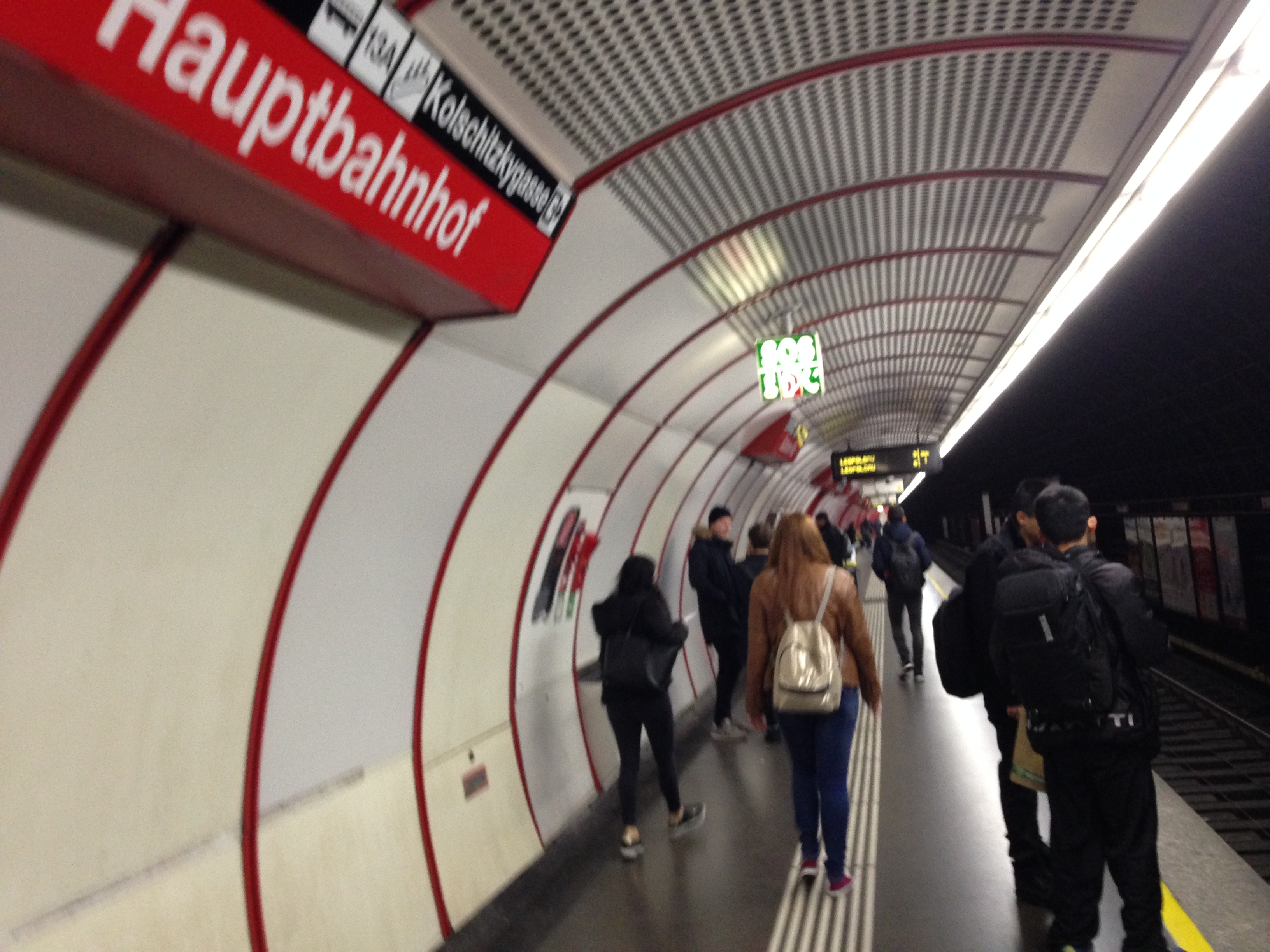
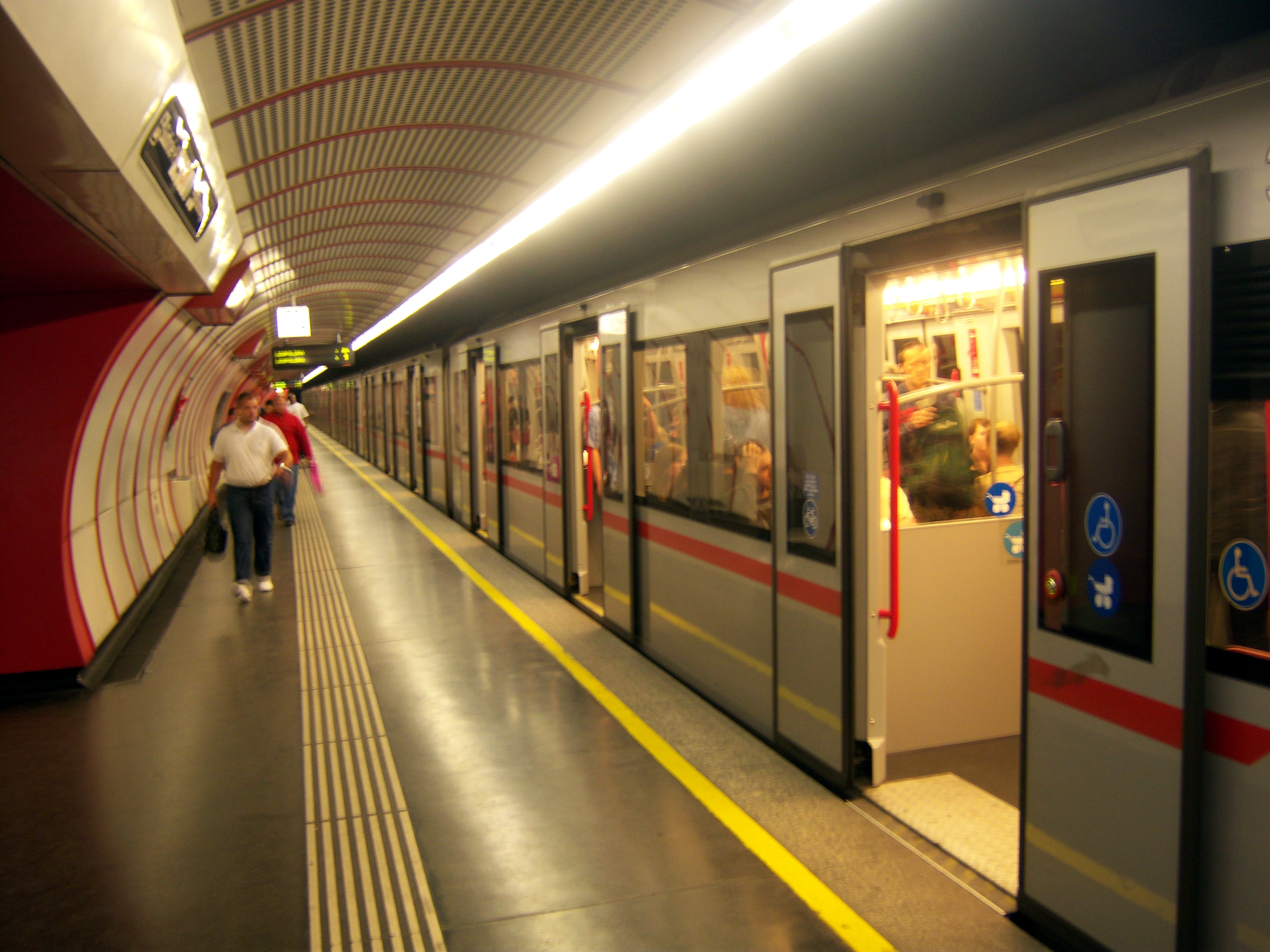